# Wilhelm Beiglböck
Wilhelm Beiglböck (ur. 10 października 1905 w Hochneukirchen, zm. 22 listopada 1963 w Buxtehude) – internista, lekarz Luftwaffe w czasie II wojny światowej oraz SA-Obersturmbannführer.

## Życiorys
Z pochodzenia Austriak, członek SA oraz NSDAP. Przed wojną pracował w Klinice Chorób Wewnętrznych w Wiedniu u wybitnego nefrologa prof. Eppingera, u którego przeprowadził habilitację. Po wybuchu wojny powołano go do pracy w polowych szpitalach Luftwaffe. W czasie wojny odpowiedzialny za eksperymenty pseudomedyczne z wodą morską na więźniach w obozie Dachau. Celem ich było sprawdzenie czy metoda słodzenia tej wody zamiast jej odsalania jest przydatna dla rozbitków. Więźniów (byli to Romowie z Buchenwaldu, zgodzili się w zamian za obietnicę lepszego wyżywienia co w warunkach obozowych miało duże znaczenie) podzielono na 5 grup. Przed rozpoczęciem właściwych prób dokarmiano ich pełnymi racjami lotniczymi przez kilka dni, w okresie prób otrzymywali jedynie lotnicze racje ratownicze. Grupa pierwsza nie otrzymywała do picia nic, druga dostawała w dowolnych ilościach wodę morską, trzecia 500 ml słodzonej wody morskiej dziennie, czwarta litr takiej wody, piąta litr wody morskiej oczyszczonej z soli. U wszystkich wykonywano badania chemiczne krwi i moczu oraz oznaczano dokładny bilans wodny. Doświadczenia na każdym więźniu trwały przez 10 dni. Dwóch lub trzech więźniów zmarło w następstwie tych doświadczeń, pozostali byli poważnie osłabieni. W październiku 1944 Beiglböck przedstawił wyniki doświadczeń w obszernym raporcie na konferencji w Berlinie. Metoda słodzenia była nieprzydatna. Negatywny wynik eksperymentu był oczywisty od początku. Charakterystyczne że naczelny lekarz Luftwaffe Oskar Schröder w piśmie do naczelnego dowódcy SS Heinricha Himmlera prosząc o pozwolenie wykonania prób na więźniach zaznaczał, iż metodę tę uważa za szkodliwą, gdyż doprowadzenie stężonych roztworów soli może wywołać objawy ciężkiego zatrucia.
Po wojnie Beiglböck schwytany przez aliantów, sądzony w procesie lekarzy podczas którego został zaatakowany przez swojego byłego więźnia, Karla Höllenreinera. Skazany został na 15 lat pozbawienia wolności. Wyrok zamieniono następnie na 10 lat. Po opuszczeniu więzienia w latach 1952–1963 pracował w szpitalu w Buxtehude.